# Vučedol
Vučedol ist heute ein Ortsteil der Stadt Vukovar im Osten Kroatiens. Am Ortsrand befindet sich der Wasserturm – ein Symbol der Schlacht um Vukovar.
Vučedol befindet sich am Steilufer der Donau. Die topographischen Gegebenheiten des Siedlungsplatzes ermöglichten die Errichtung einer Befestigungsanlage die als „Burg von Vucedol“ bezeichnet wird.

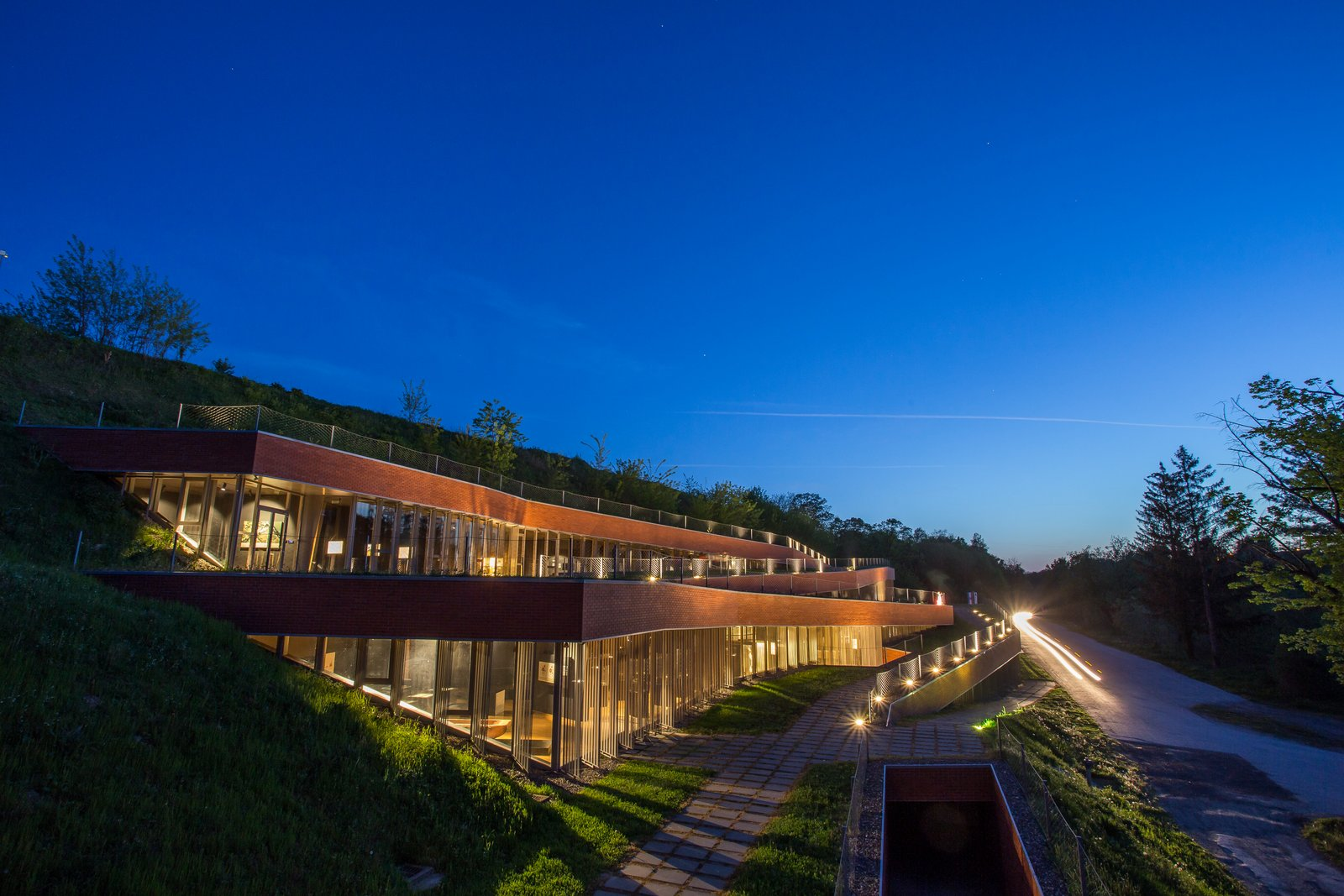
Museum der Vučedol-Kultur

In Vučedol-Gradac wurde der namensgebende Fundort für die äneolithische Vučedol-Kultur ausgegraben. Vučedol war eine Siedlung von Landarbeitern, Viehzüchtern, Jägern und Kupferschmieden, die von 3000 bis 2200 vor Christus ihr goldenes Zeitalter erlebte.
Das Museum der Vučedol-Kultur (kroatisch Muzej vučedolske kulture) wurde 2015 eröffnet. Bekanntestes Fundstück ist die Taube von Vučedol eine aus Ton geformte Tierfigurine in Form eines stilisierten Vogels. Das Original ist Teil der prähistorischen Kollektion des Archäologischen Museums in Zagreb.